# Łężyce (gromada)
Łężyce – dawna gromada, czyli najmniejsza jednostka podziału terytorialnego Polskiej Rzeczypospolitej Ludowej w latach 1954–1972.
Gromady, z gromadzkimi radami narodowymi (GRN) jako organami władzy najniższego stopnia na wsi, funkcjonowały od reformy reorganizującej administrację wiejską przeprowadzonej jesienią 1954 do momentu ich zniesienia z dniem 1 stycznia 1973, tym samym wypierając organizację gminną w latach 1954–1972.
Gromadę Łężyce z siedzibą GRN w Łężycach utworzono – jako jedną z 8759 gromad na obszarze Polski – w powiecie kłodzkim w woj. wrocławskim, na mocy uchwały nr 17/54 WRN we Wrocławiu z dnia 2 października 1954. W skład jednostki weszły obszary dotychczasowych gromad Łężyce, Stoszów i Złotno ze zniesionej gminy Szczytna Śl. oraz Karłów i Pasterka ze zniesionej gminy Radków w tymże powiecie. Dla gromady ustalono 12 członków gromadzkiej rady narodowej.
1 stycznia 1970 do gromady Łężyce włączono obszary miejscowości Dolina, Wapienniki i Zielone Ludowe o łącznej powierzchni 801 ha z miasta Duszniki-Zdrój w tymże powiecie.
Gromada przetrwała do końca 1972 roku, czyli do kolejnej reformy gminnej. 1 stycznia 1973 Wapienniki włączono z powrotem do Dusznik-Zdroju.